# Cenopalpus creticus
Cenopalpus creticus är en spindeldjursart som beskrevs av Hatzinikolis, Papadoulis och Panou 1999. Cenopalpus creticus ingår i släktet Cenopalpus och familjen Tenuipalpidae. Inga underarter finns listade i Catalogue of Life.